# Сільна-Нова
Сільна-Нова (пол. Silna Nowa) — село в Польщі, у гміні Медзіхово Новотомиського повіту Великопольського воєводства.
Населення — 38 осіб (2011).
У 1975-1998 роках село належало до Гожовського воєводства.

## Демографія
Демографічна структура станом на 31 березня 2011 року:
|          | Загалом | Допрацездатний вік | Працездатний вік | Постпрацездатний вік |
| -------- | ------- | ------------------ | ---------------- | -------------------- |
| Чоловіки | 21      | 7                  | 13               | 1                    |
| Жінки    | 17      | 1                  | 11               | 5                    |
| Разом    | 38      | 8                  | 24               | 6                    |